# Vidráspatak
Vidráspatak (ukránul: Видричка [Vidricska]) falu Ukrajnában, Kárpátalja Rahói járásában.

## Fekvése
Rahótól keletre, Tiszabogdánytól északra fekvő település. Átfolyik rajta a Fehér-Tisza, melybe itt torkollik a Pavlik patak.

## Története
Vidráspataknak a 2003-as adatok szerint 2336 lakosa volt.
Korábban Tiszabogdányhoz tartozott.

## Közlekedés
A település megközelítése mikrobuszokkal (marsrutka) lehetséges.